# Ski Tour Canada
Le Ski Tour Canada est une course par étapes ayant lieu au Canada, faisant partie du calendrier de la Coupe du monde de ski de fond. 

## Général
La première édition s'est déroulée en 2016 en conclusion de la saison de Coupe du monde. 
Le format de la compétition est composé de trois sprints et cinq courses de distance, dont la dernière en poursuite. Les localités hôte qui accueillent des courses sont Gatineau, Montreal, Québec et Canmore.
En 2017, 2018 et 2019, années avec un grand championnat, ce sont les Finales qui sont organisées à la place. 

## Palmarès

### Femmes
| Édition | Vainqueur      | Deuxième   | Troisième                |
| ------- | -------------- | ---------- | ------------------------ |
| 2016    | Therese Johaug | Heidi Weng | Ingvild Flugstad Østberg |

### Hommes
| Édition | Vainqueur              | Deuxième           | Troisième      |
| ------- | ---------------------- | ------------------ | -------------- |
| 2016    | Martin Johnsrud Sundby | Sergueï Oustiougov | Petter Northug |